# Acerodon humilis
Талаудска летећа лисица или талаудски ацеродон (Acerodon humilis) је врста слепог миша из породице велики љиљци (Pteropodidae). 

## Распрострањење
Ареал врсте је ограничен на индонежанско талаудско острвље (архипелаг), који је једино познато природно станиште врсте.

## Станиште
Станишта врсте су шуме и брдовити предели. 

## Угроженост
Ова врста се сматра угроженом.